# Colletes murinus
Colletes murinus är en biart som beskrevs av Heinrich Friese 1900. Colletes murinus ingår i släktet sidenbin, och familjen korttungebin. Inga underarter finns listade i Catalogue of Life.